# Richard Marcinko
Richard Marcinko, detto Dick (Lansford, 21 novembre 1940 – Warrenton, 25 dicembre 2021), è stato un militare e scrittore statunitense.
Ufficiale della Marina degli Stati Uniti e reduce della guerra del Vietnam, fu il primo comandante dello United States Naval Special Warfare Development Group e fondatore della cosiddetta "Red Cell", team di Navy SEAL incaricato di testare la sicurezza delle installazioni militari statunitensi organizzando finti attacchi e infiltrazioni; ritiratosi da servizio nel 1989, divenne scrittore sia di saggi storici che di romanzi di fantasia ispirati alle sue reali esperienze militari, nonché commentatore radiofonico e consulente per produzioni cinematografiche.

## Vita personale
Dal 1962 al 1985 è stato sposato con Kathy Black, che aveva conosciuto da adolescente. Hanno avuto due figli: Ritchie (nato nel 1964) e Kathy (nata nel 1967).

## Opere

### Saggi
- Rogue Warrior - con John Weisman (1992) ISBN 0-671-70390-0
- Leadership Secrets of the Rogue Warrior: A Commando's Guide to Success - con John Weisman (1997) ISBN 0-671-54514-0
- The Rogue Warriors Strategy for Success (1998) ISBN 0-671-00994-X
- The Real Team - con John Weisman (1999) ISBN 0-671-02465-5

### Romanzi
- Red Cell - con John Weisman (1994) ISBN 0-671-01977-5
- Green Team - con John Weisman (1995) ISBN 0-671-79959-2
- Task Force Blue - con John Weisman (1996) ISBN 0-671-89672-5
- Designation Gold - con John Weisman (1997) ISBN 0-671-89674-1
- Seal Force Alpha - con John Weisman (1998) ISBN 0-671-00072-1
- Option Delta - con John Weisman (1999) ISBN 0-671-00068-3
- Echo Platoon - con John Weisman (2000) ISBN 0-671-00074-8
- Detachment Bravo - con John Weisman (2001) ISBN 0-671-00071-3
- Violence of Action (2003) ISBN 0-7434-2276-7
- Vengeance - con Jim DeFelice (2005) ISBN 0-7434-2247-3
- Holy Terror - con Jim DeFelice (2006) ISBN 978-0-7434-2248-2
- Dictator's Ransom - con Jim DeFelice (2008) ISBN 0765317931
- Seize the Day - con Jim DeFelice (2009) ISBN 076531794X
- Domino Theory - con Jim DeFelice (2011) ISBN 978-0-7653-2540-2
- Blood Lies - con Jim DeFelice (2012) ISBN 9780765325419
- Rogue Warrior: Curse of the Infidel - con Jim DeFelice (2014) ISBN 0765332949

### Articoli
- Ethics in the war against terrorism per World Defense Review, 15 luglio 2005

## Videogioco
Marcinko è stato anche il protagonista di Rogue Warrior, videogioco sparatutto in persona del 2009 sviluppato e pubblicato dalla Bethesda Softworks per Xbox 360, PlayStation 3 e Microsoft Windows. Doppiato in inglese da Mickey Rourke, il suo obiettivo è dirigersi nella Corea del Nord e distruggere il suo programma missilistico anti balistico. Il gioco è stato stroncato dalla critica, che ha considerato la scarsa intelligenza artificiale, i numerosi bug e crash, la volgarità eccessiva, la campagna a giocatore singolo e il multigiocatore limitato, ed è considerato uno dei peggiori videogiochi di tutti i tempi.